# Spirit (Eluveitie)
Spirit is het eerste studioalbum van de Zwitserse folkmetalband Eluveitie. Het is na Vên het tweede album dat de groep uitbracht. Spirit verscheen op 1 juni 2006 onder het label Fear Dark Records en werd een jaar later opnieuw op de markt gebracht, ditmaal door Twilight Records.

## Nummersg
1. Spirit – 2:32
2. Uis Elveti – 4:24
3. Your Gaulish War – 5:10
4. Of Fire, Wind & Wisdom – 3:05
5. Aidû – 3:10
6. The Song Of Life – 4:01
7. Tegernakô – 6:42
8. Siraxta – 5:39
9. The Dance Of Victory – 5:24
10. The Endless Knot – 6:58
11. AnDro – 3:41